# Ramón Nadal Horrach
Ramón Nadal Horrach (Palma de Mallorca, 1913-1993), fue un pintor español especializado en paisajismo de la isla de Mallorca y concretamente en la zona de Deya junto a otros pintores de la época como Fuster Valiente.

## Biografía
Ramón Nadal nació en Palma de Mallorca en 1913. Se formó en la Escuela de Artes Aplicadas y Oficios teniendo como maestro a Lorenzo Cerda uno de máximos exponentes del paisajismo Balear.
A los 13 años realiza su primera exposición en la Sala Veda de Palma con una presentación de acuarelas en la que obtuvo muy buenas criticas. Gran amigo del escritor Bartomeu Rossello Porcel llega a formar parte en 1937 de la Agrupación Literaria Azul quienes fundaron en 1940 el Circulo de Bellas Artes de Palma (CBA)
En 1941 expone en la sala Barcino de Barcelona siendo muy aclamada por los críticos como reconoció en una entrevista el propio pintor al Diario de Mallorca el 20 de septiembre de 1979: “Imperaba todavia aquí la escuela de Antonio Ribas continuada por Lorenzo Cerda. En las exposiciones colectivas mis obras eran consideradas muy escandalosas”
Amigo íntimo del pintor argentino Tito Cittadini, experimenta varios procesos en su obra, alcanzando su maximo esplendor en los años 50 desarrollando paisajes y marinas de pincelacion densa y grumosa acercándose al divisionismo.
Fallece en Palma en 1993 a los 85 años.
Según la empresa especializada en el mercado del Arte Artprice, las ventas por subastas públicas de sus obras han movido un volumen de más del millón de Euros, siendo España el principal país de adjudicaciones.

## Premios
- Medalla de Honor del Circulo de Bellas Artes de Palma (1953)
- Premio Ciudad de Palma (1973)
- Académico de la Real Academia de Bellas Artes de San Sebastian

## Algunas de sus obras
- Cala Colomer - (Óleo sobre tela 130X195)
- Vista de Palma - (Óleo sobre tela 131X163)
- Jardines de Raixa - (Óleo sobre tela 80X61)
- Valldemossa - (Óleo sobre tela 50x61)